# Melanismo

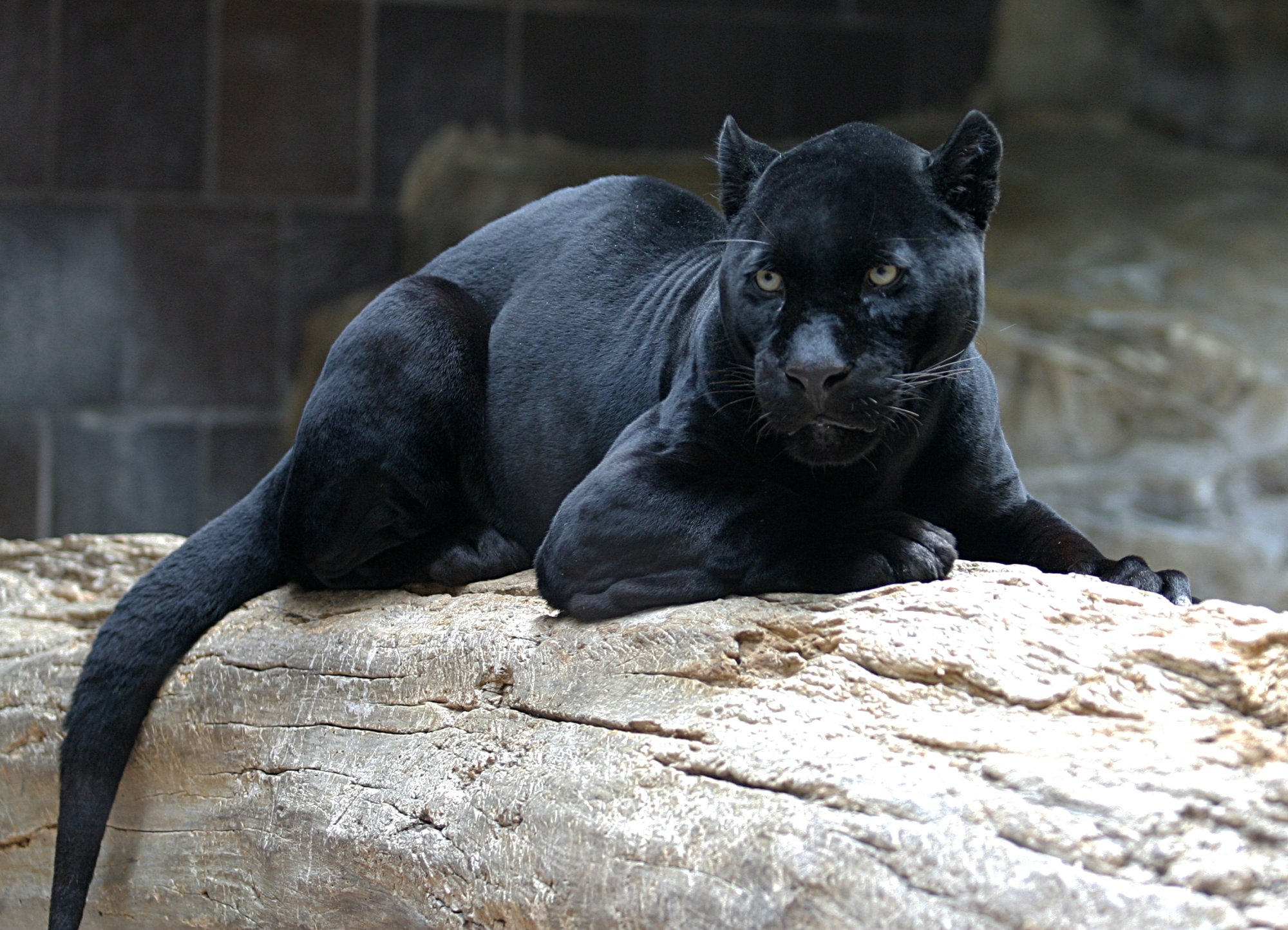
Un jaguar negro es un ejemplo clásico de melanismo.

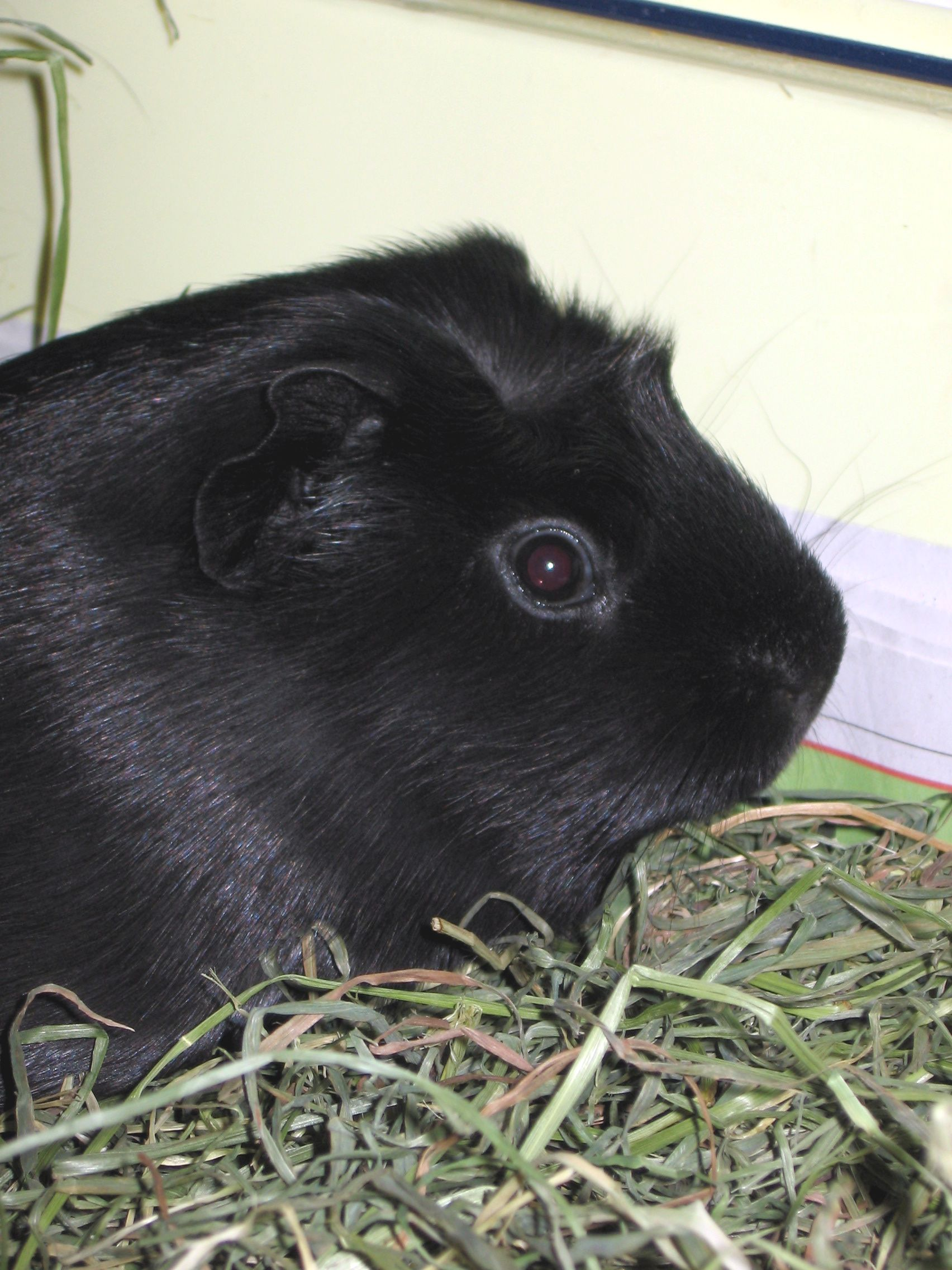
Las cobayas melanísticas son bastante raras y muy apreciadas para uso ritual por los chamanes andinos.

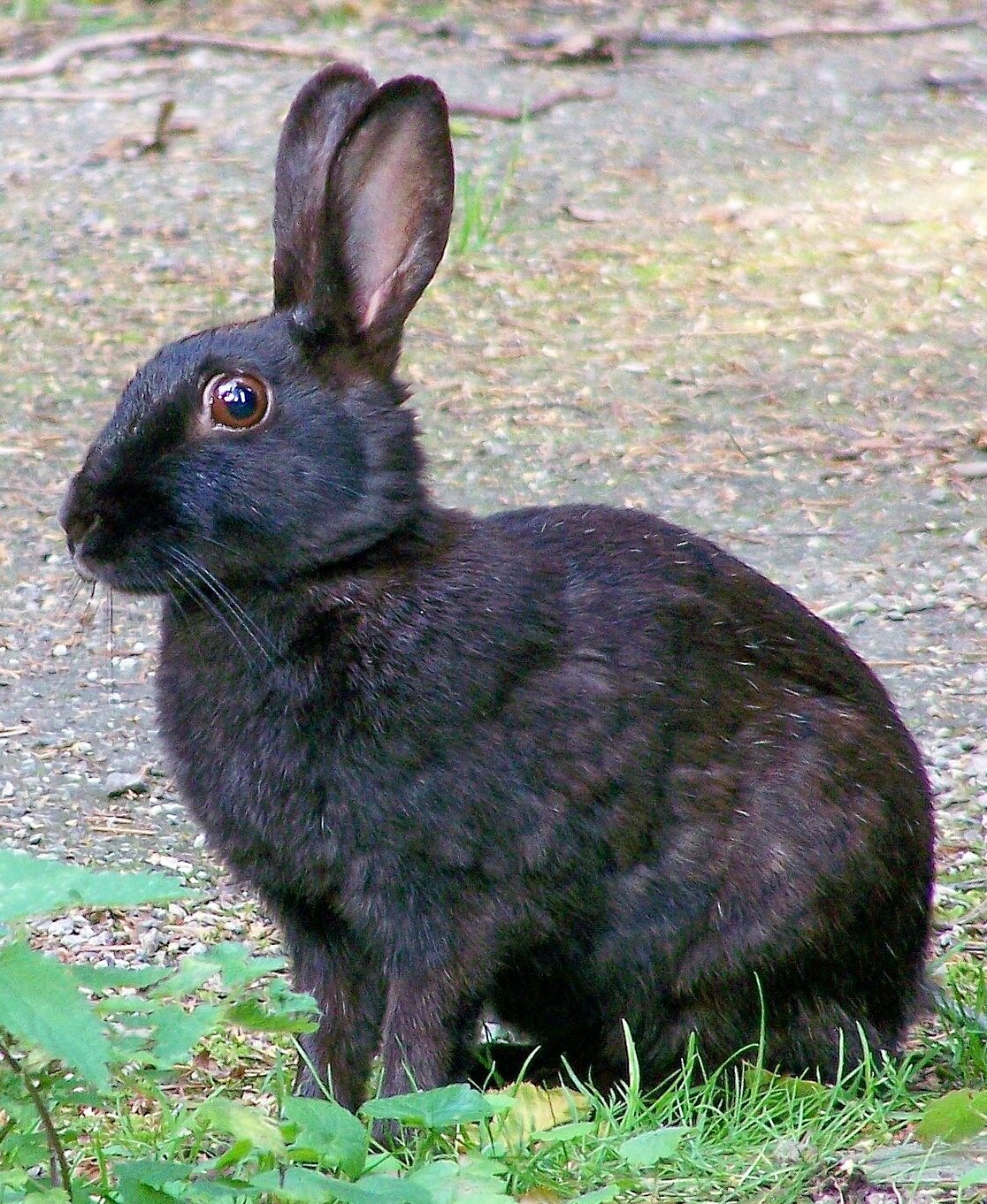
Oryctolagus cuniculus negro.

El melanismo es un exceso de pigmentación oscura en un animal, población o grupo, lo cual se traduce en un ennegrecimiento de la piel. Un ejemplo típico es la 'pantera negra': un leopardo o un jaguar con pelaje completamente negro.
Es frecuente que a causa de un incremento de la actividad industrial, y con ella de los fondos oscuros, aumenten las formas oscuras o metálicas y disminuyan las formas claras, debido al mejor camuflaje que ofrecen las primeras. Este fenómeno se llama melanismo industrial.
En bettas el melanismo es común, teniendo un color negro anormal.

## Genética del melanismo
Mutaciones en diversos genes, como MC1R o Agouti, pueden provocar el melanismo.
Se cree que los genes responsables del melanismo contribuyen a causar una mayor resistencia contra virus, debido a que se ha observado un incremento significativo de melanismo en poblaciones de leopardos donde se han registrado pandemias.
Cabe destacar que el melanismo puede ser de gran utilidad, debido a que la melanina sirve para obtener energía captando fotones de radiaciones electromagnéticas.